# Nieuwe Niedorp
Nieuwe Niedorp (West-Fries: Naaie Nierup) is een dorp in de gemeente Hollands Kroon, in de westelijke regio West-Friesland, in de provincie Noord-Holland.

## Geschiedenis
De plaats komt in 1289 voor als Nieweniedorp, de plaatsnaam zou mogelijk verwijzen naar een nieuwe woonkern die ontstaan was. Hierbij zou het mogelijk dubbel zijn. In 1206 is er sprake van Nyedorp, duidend op een eerder maar nieuw ontstaande woonkern. Uiteindelijk valt de woonkern in tweeën en in 1298 spreekt men van een Nieuwe en een Ouwe (duidend op Oude Niedorp). Een andere mogelijkheid is dat Niedorp een samentrekking is van Ten-iedorp, wat waterdorp betekent. Nieuwe Niedorp verwijst dan naar een nieuw ontstaan waterdorp. 
Nieuwe Niedorp was van oudsher een overwegend vrijzinnig hervormd dorp, zoals de meeste dorpen in het noorden van de Kop van Noord-Holland. In 1920 was meer dan 50% van de bevolking vrijzinnig hervormd. Van 1894 tot 1929 had Nieuwe Niedorp een hervormd predikant die ook landelijk bekend was als een van de zogenaamde "rooie dominees", Nicolaas J. C. Schermerhorn, een aangetrouwde neef van Ferdinand Domela Nieuwenhuis. In 1904 was hij samen met Nieuwenhuis een van de oprichters van de Internationale Anti-Militaristische Vereeniging, en van 1910 tot 1923 was hij redacteur van De Wapens Neder. Hij schafte onder andere de zondagochtenddiensten, de doop en het traditionele bidden tijdens de diensten af, en zijn antimilitaristisch activisme bekocht hij in 1916 met vijftien dagen hechtenis. Dankzij de vrijzinnige traditie van dit deel van Noord-Holland leidden de conflicten die hij met de kerk over zijn anarchistische overtuigingen had echter nooit tot zijn ambtsuitzetting. Sterker nog: toen zijn opvolger iets te voortvarend een meer traditionele koers probeerde in te slaan werd deze binnen twee jaar door de kerkeraad tot aftreden gedwongen.
Schermerhorn speelde ook een inspirerende rol voor de christen-anarchistische commune (of "landbouwkolonie") die een halve eeuw lang, vanaf 1903 of 1904, in Nieuwe Niedorp bestond, de langst overlevende van haar soort. Ook later, in de jaren vijftig en zestig, bleef Nieuwe Niedorp nog "een links dorp", zij het niet zo links als de nabijgelegen dorpen Winkel en Barsingerhorn. In de Tweede Kamerverkiezingen van 1946 en 1956 behaalde de Partij van de Arbeid in Nieuwe Niedorp meer dan 50% van de stemmen; in 1946 en 1948 kreeg de Communistische Partij Nederland er 15% van de stemmen, en in 1959 en 1963 scoorde de Pacifistisch Socialistische Partij (PSP) hier 12%. Nog in 1967 stond Nieuwe Niedorp bovenaan de lijst van beste resultaten voor de PSP, en stonden Winkel en Barsingerhorn eveneens in de top 10. Op Schermerhorns tachtigste verjaardag in 1946 zei de heer Piet Zwagerman in een toespraak: "U bent het geweest, die van ons dorp heeft gemaakt wat het nog altijd is: het rode dorp. Het dorp waar de mensen een ruime levensopvatting hebben en waar de bekrompenheid, die in sommige dorpen zo deprimerend kan werken, ver te zoeken is." In recente verkiezingen (2010, 2012) is het echter vooral de VVD die het goed doet in het dorp.
Nieuwe Niedorp was tot 1970 een zelfstandige gemeente, waartoe ook het gehucht Terdiek behoorde dat nog altijd formeel onder Nieuwe Niedorp valt. Daarna ging het dorp op in de gemeente Niedorp, die in 2012 weer opging in de gemeente Hollands Kroon. Het dorp kreeg in 1415 tezamen met het dorp Oude Niedorp stadsrechten en de stad kreeg de naam Stede Niedorp. Inwoners van Nieuwe Niedorp worden 'dotten' genoemd. ‘Dotten’ is waarschijnlijk afgeleid van het Westfriese woord kladodders. Het betekent pas uitgebroede vogel, bijvoorbeeld een duif of spreeuw.

## Bezienswaardigheden

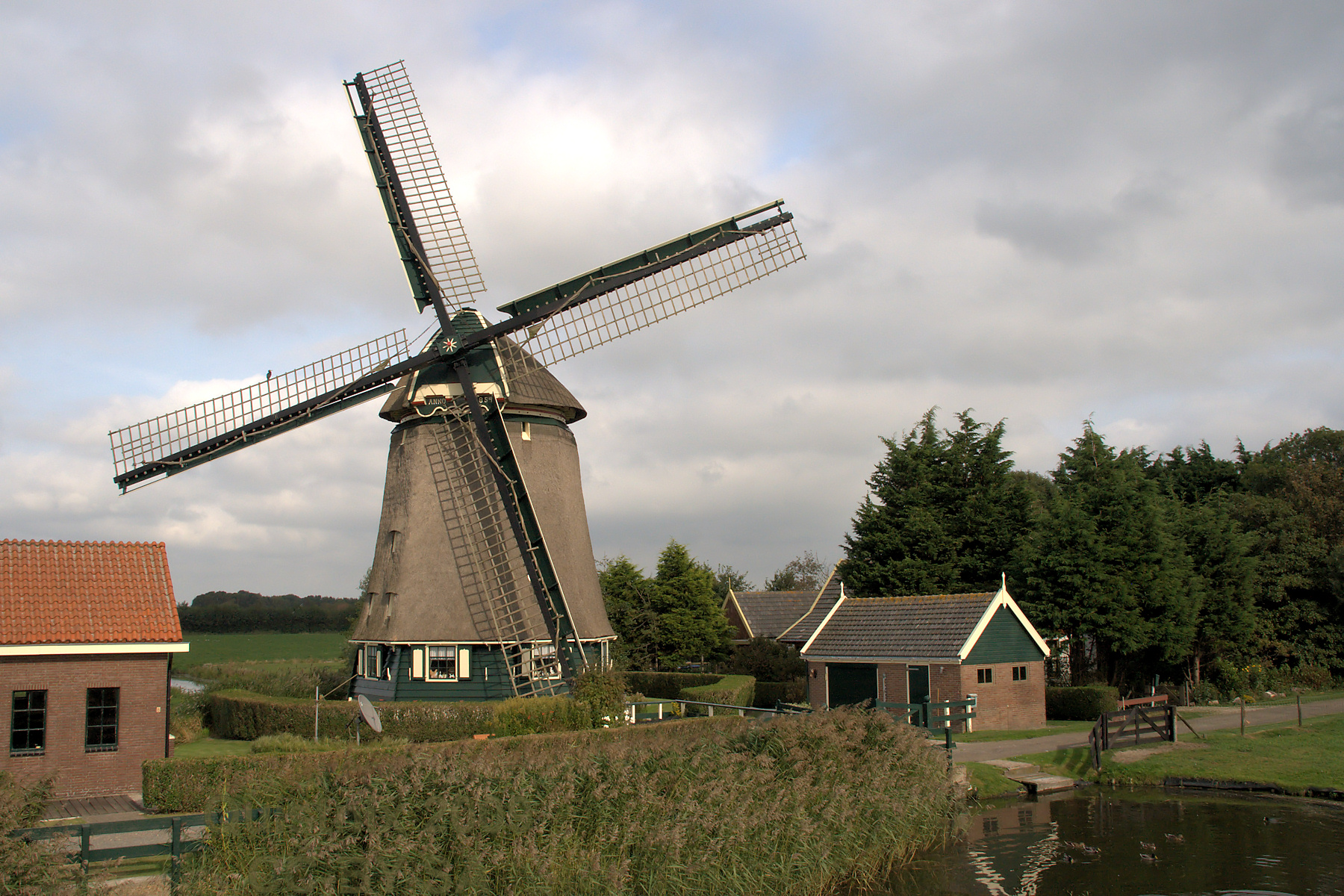
De Westermolen

Aan de Dorpsstraat staan enkele monumenten en oude gebouwen. Dat zijn de wat scheve kerktoren uit laat 15de eeuw. met daarin een klok uit 1653. De Oude kerktoren van Nieuwe Niedorp heeft tegen twee kerkgebouwen aangestaan. Eerst tegen de oude kruiskerk. De oude kruiskerk werd gebouwd als vervanging van de tufstenenkerk uit de 13e eeuw. In de tweede helft van de 14e eeuw werd het koor van de kruiskerk gebouwd. Vrij spoedig breidde men de kerk uit met dwarsbeuk en drie schepen. De toren werd rond het jaar 1500 aangebouwd. In 1875 besloten de toenmalige kerkvoogden vanwege bouwvalligheid de kruiskerk te slopen. Op 29 juni 1876 werd de eerste steen gelegd van de nieuwe kerk. Deze kerk is in 1967 gesloopt wegens bouwvalligheid. Ook deze keer bleef de kerktoren gespaard. 
Tegenover de kerktoren staat een voormalige pastorie ontworpen door A.T. van Wijngaarden.
Het schutsluisje in de voorsloot dateert uit 1684.
De boerderij aan Dorpsstraat 78 is een rijksmonumentcomplex.
De Roode Eenhoorn is een herberg gebouwd in 1530. De Roode Eenhoorn was mogelijk het oudste café van Nederland. Sinds 2013 maakt de voormalige kroeg deel uit van een woonvoorziening voor mensen met een lichamelijke handicap. 
Tegenover de oude herberg bevindt zich Dorpsstraat 116, een woonhuis gebouwd in 1686. De woning aan Dorpsstraat 121 is waarschijnlijk in dezelfde eeuw gebouwd. Beide panden zijn rijksmonumenten.
Net buiten het dorp staat een kloostercomplex, gebouwd in 1907 dat als missiesteunpunt werd gesticht door de franciscanen. Het bevat onder meer een parochiekerk, een Mariakapel en een opleiding voor buitenlandse priesterstudenten.
De Westermolen aan de Oosterweg is een grote poldermolen die maalvaardig is gerestaureerd en door vrijwilligers wordt bemand om de Oosterpolder te bemalen.

## Evenementen
- Elk jaar wordt in Nieuwe Niedorp op de eerste woensdag van juli de 1/8 triathlon gehouden.
- In het derde weekend van september de Floralia, een door bewoners gemaakte tentoonstelling van bloemenmozaïeken verdeeld over enkele straten van het dorp.
- Op de eerste zaterdag van de maand juni wordt in Nieuwe Niedorp een jaarmarkt gehouden. Deze vindt gelijk plaats met de jaarmarkten van 't Veld en Winkel. Tezamen worden ze de Kieledag genoemd. De eerste Kieledag werd gehouden in 1980 in de zes grote plaatsen van de gemeente Niedorp.
- Tijdens Pasen wordt er jaarlijks op Tweede Paasdag de Paaspolderloop georganiseerd. Men kan deelnemen aan de 2, 5 en/of 10 kilometer. Peuters en kleuters kunnen samen met de Paashaas deelnemen aan een loopje van 250 meter.
- Pinksteren wordt elk jaar gevierd tijdens de Pinksterkermis, die van zaterdag tot en met maandag duurt. Op zondag vinden de waterfeesten in de speeltuin plaats.
- De Niereper Skut was de tweede kermis van Nieuwe Niedorp. Deze kermis werd rond eind augustus begin september gevierd, om het seizoen af te sluiten (af te skutten). Sinds 2017 is het een skutweekend met diverse activiteiten.

## Bekende mensen geboren in Nieuwe Niedorp
- Elisabeth van der Woude (schrijver), 1657-1698
- Graa Boomsma (schrijver), 1953-
- Dirck Rembrantsz van Nierop (o.a. schrijver, astronoom en cartograaf), 1610-1682
- Pieter Rembrantsz van Nierop (o.a. schrijver, astronoom en landmeter), 1640-1708
- Tom Groot (tulpenboer), 1982-

## Galerij

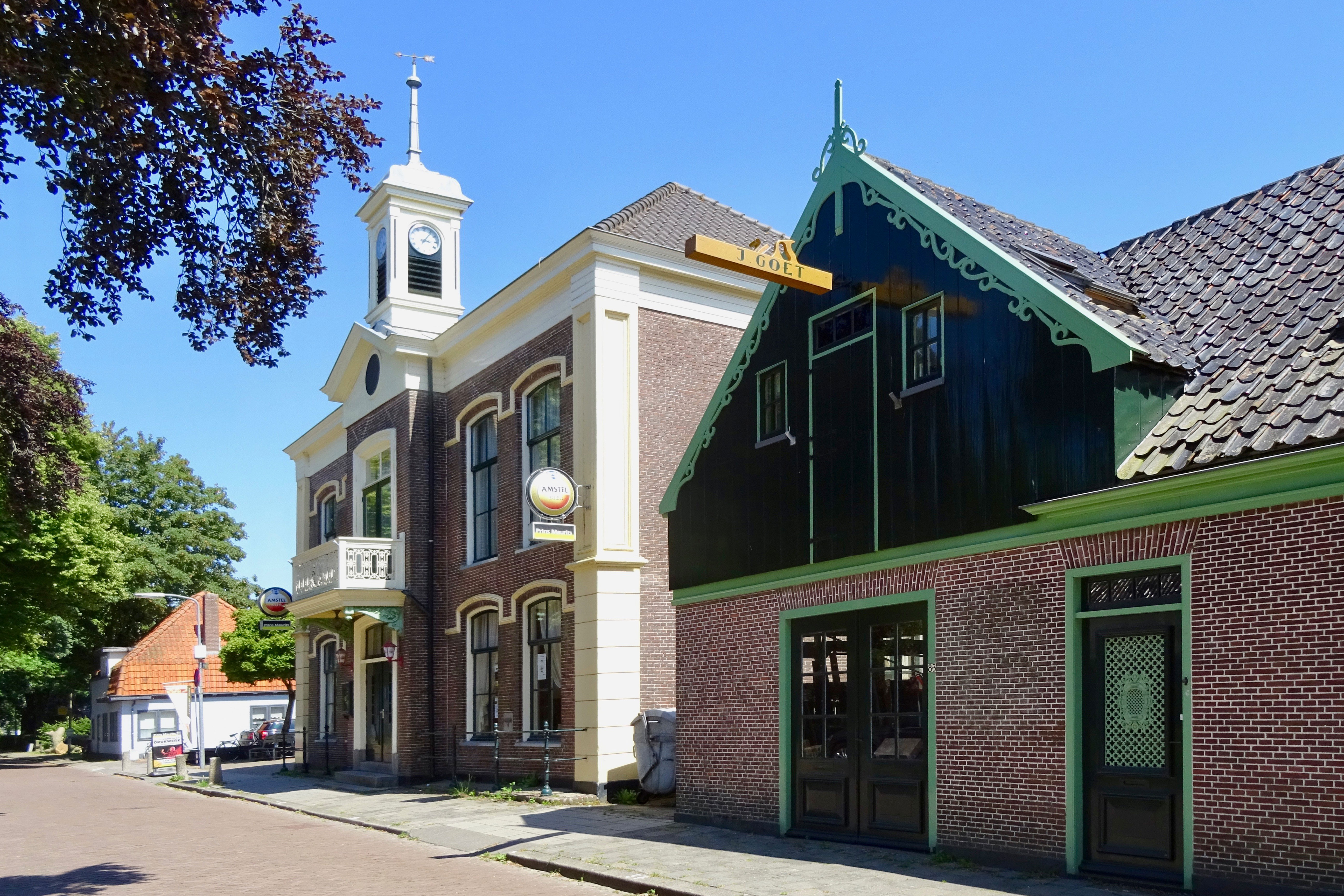
Voormalige raadhuis en oude werkplaats.
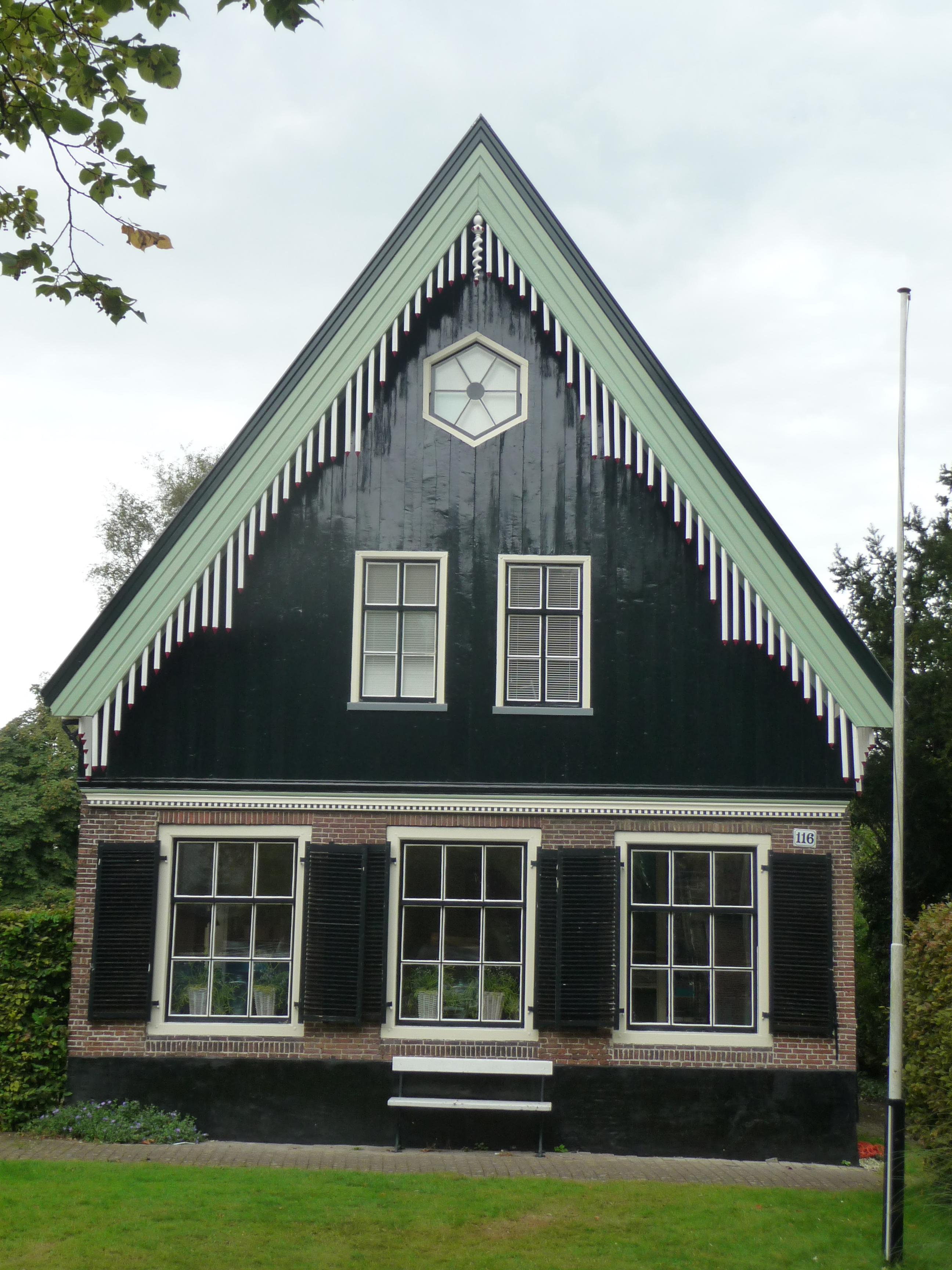
Dorpsstraat 116, voormalig huis voor apothekers en rijksontvangers.
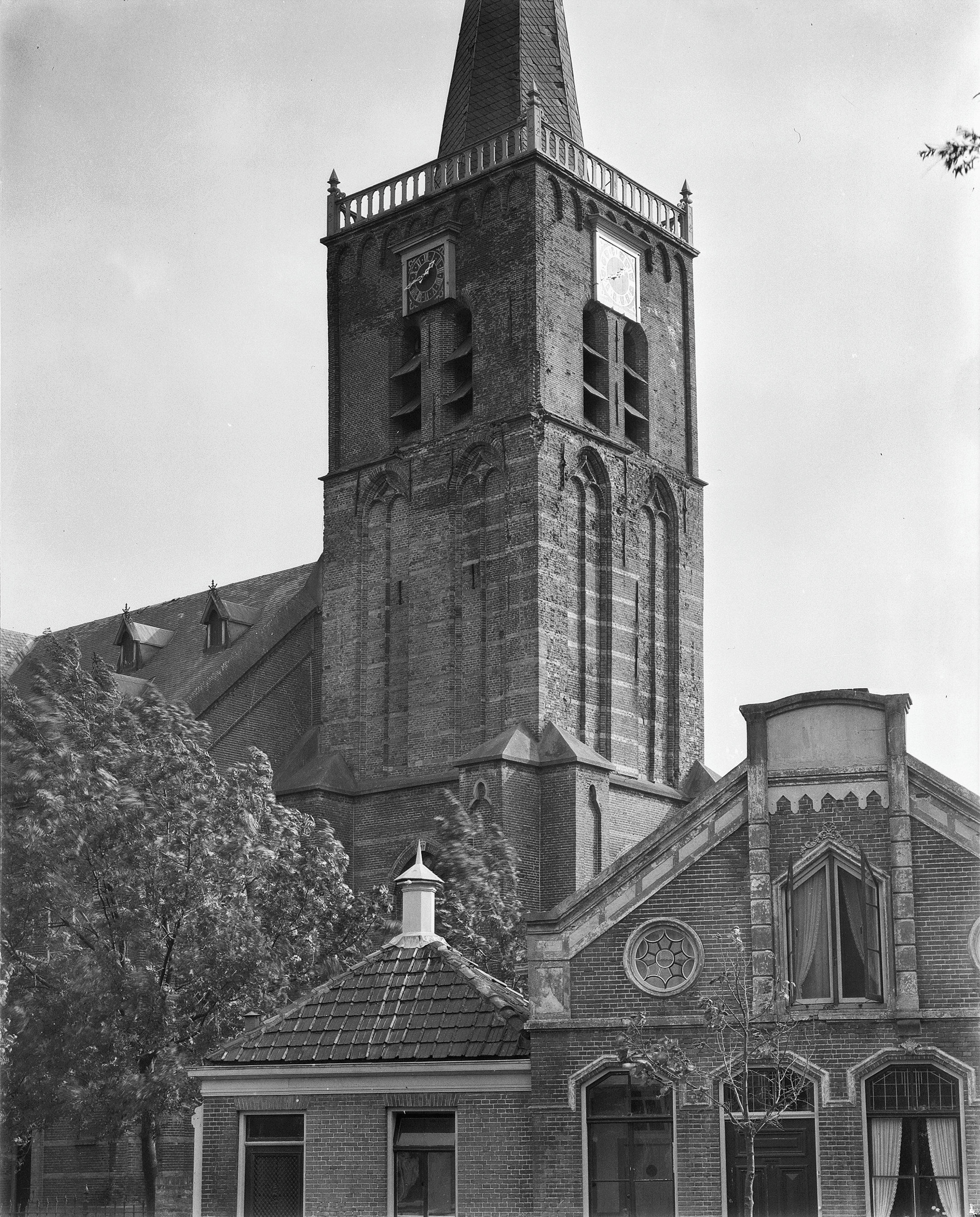
Oude kerktoren achter twee afgebroken percelen.
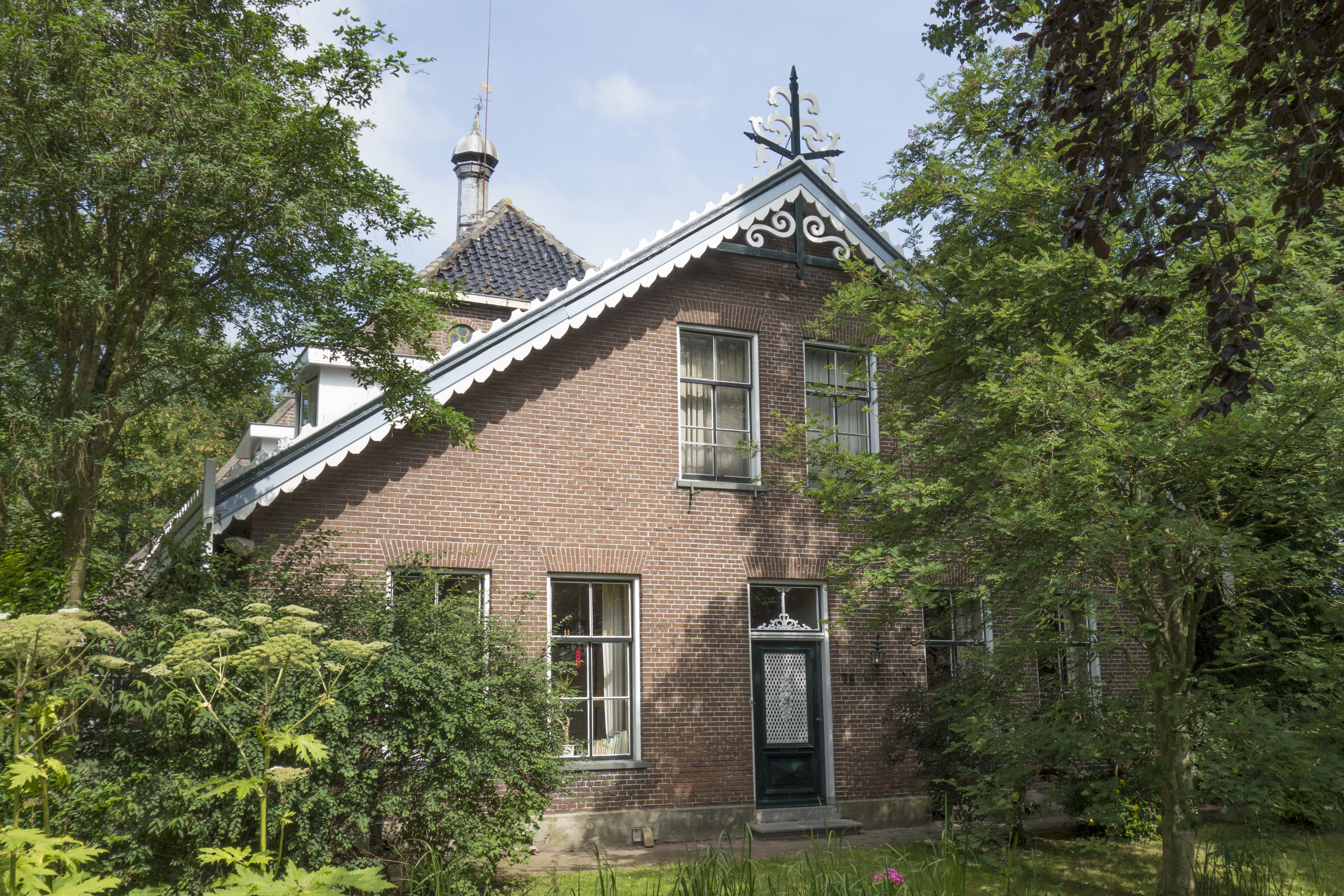
Kop-rompboerderij aan de Dorpsstraat 78.
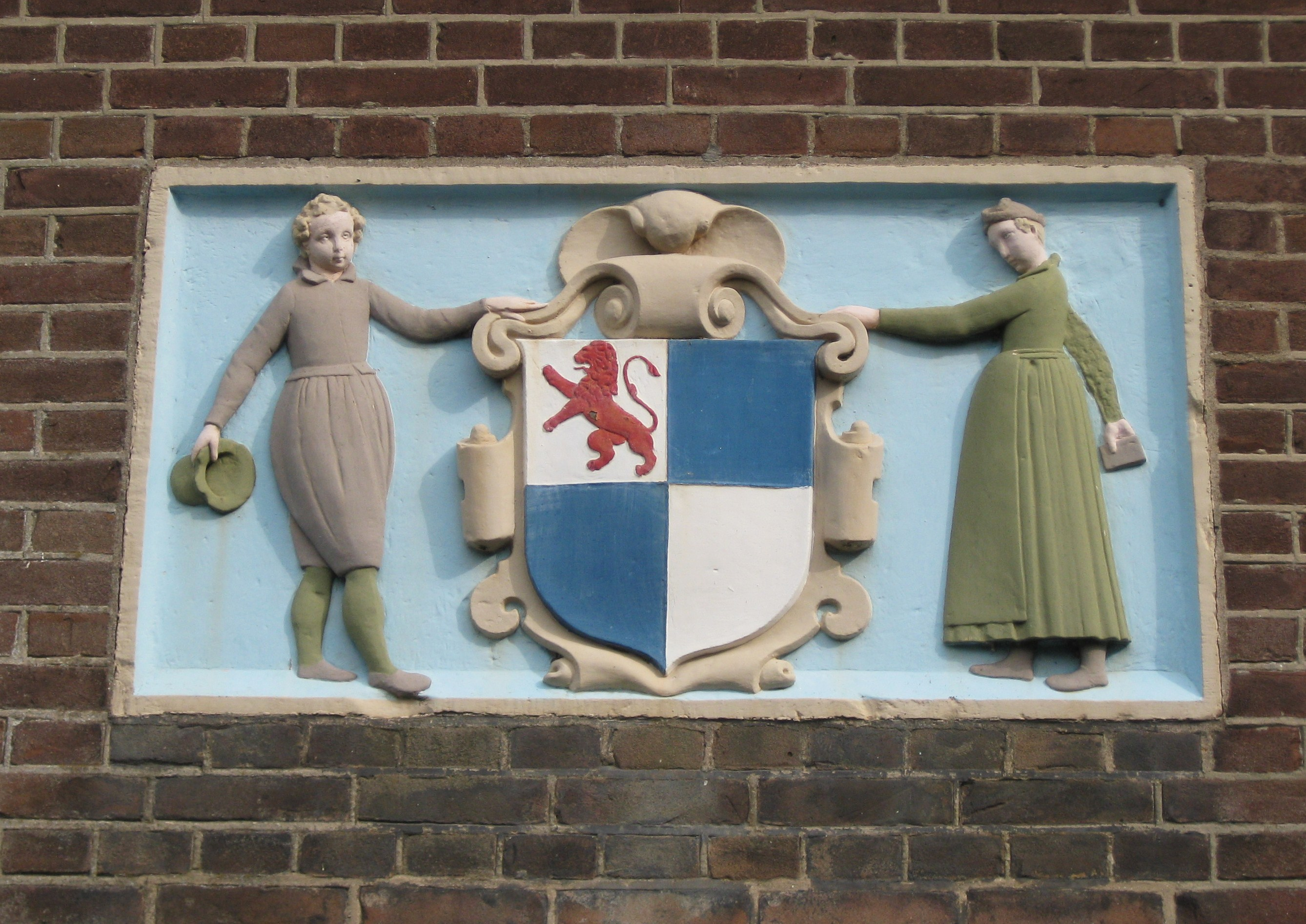
17e-eeuwse gevelsteen met het Wapen van Nieuwe Niedorp, aan de gevel van Rusthuis de Vijverhof.
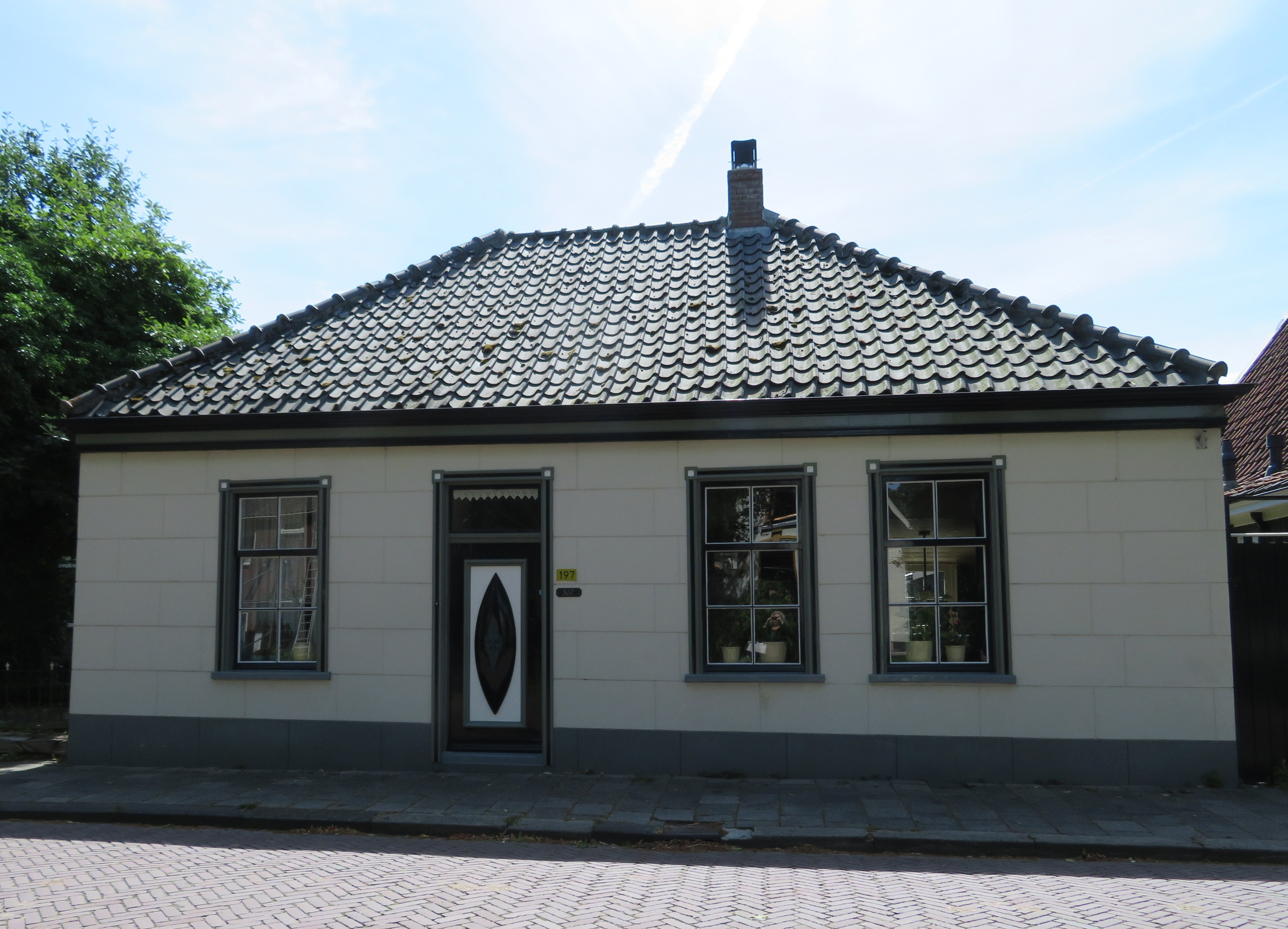
Voormalige kosterswoning aan de Dorpsstraat 197.
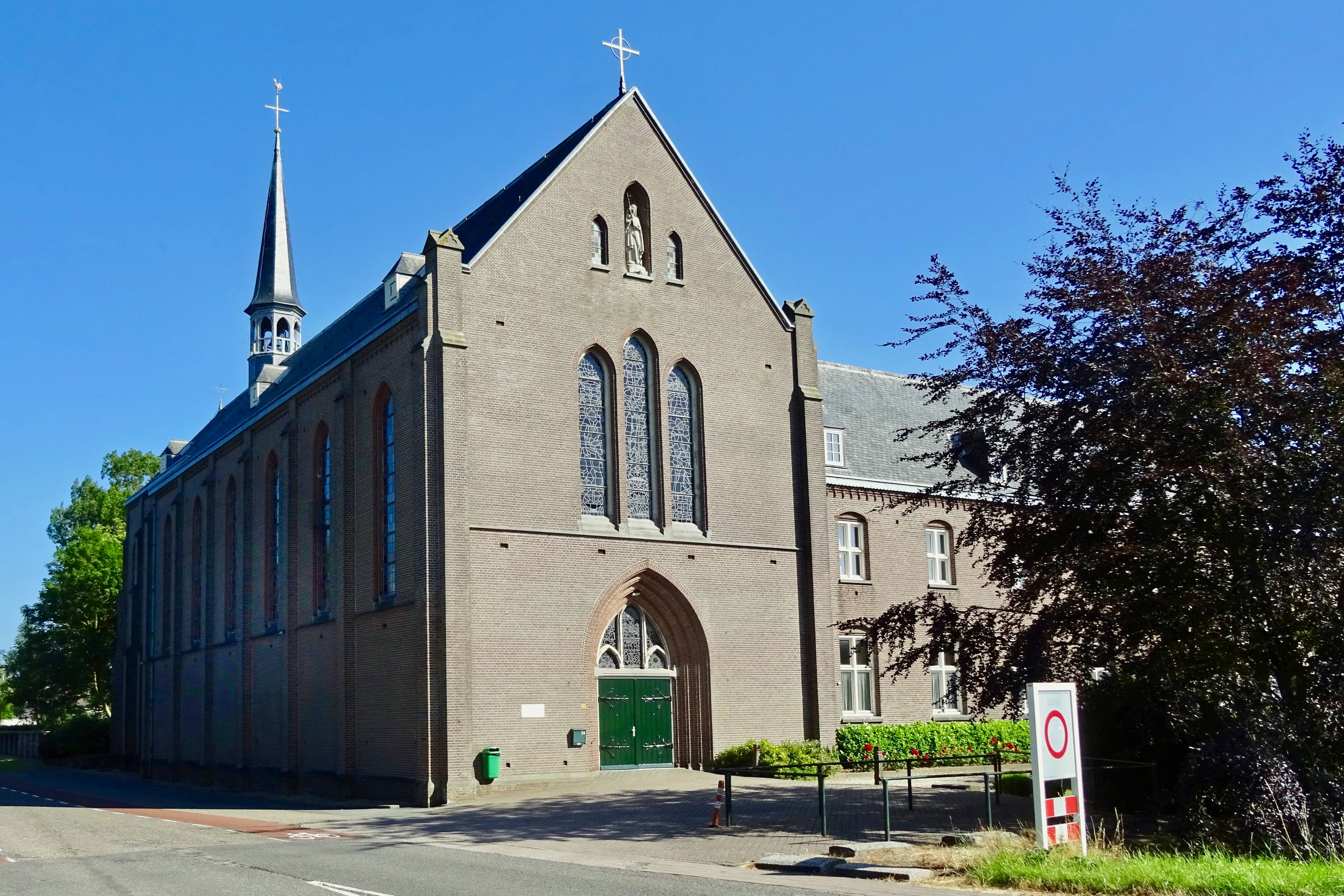
De O.L.V. Onbevlekt Ontvangenkerk met daarnaast het Minderbroedersklooster.